# Saint-Pierre-de-Cormeilles
Saint-Pierre-de-Cormeilles è un comune francese di 630 abitanti situato nel dipartimento dell'Eure nella regione della Normandia.

## Società

### Evoluzione demografica
Abitanti censiti